# Albrecht Kunne
Albrecht Kunne (um 1435 in Duderstadt; † unbekannt) war ein deutscher Inkunabeldrucker. Seine Lehre absolvierte er bei Johannes Gutenberg. Sein Wirkungsort war Memmingen in Oberschwaben.

## Leben und Wirken

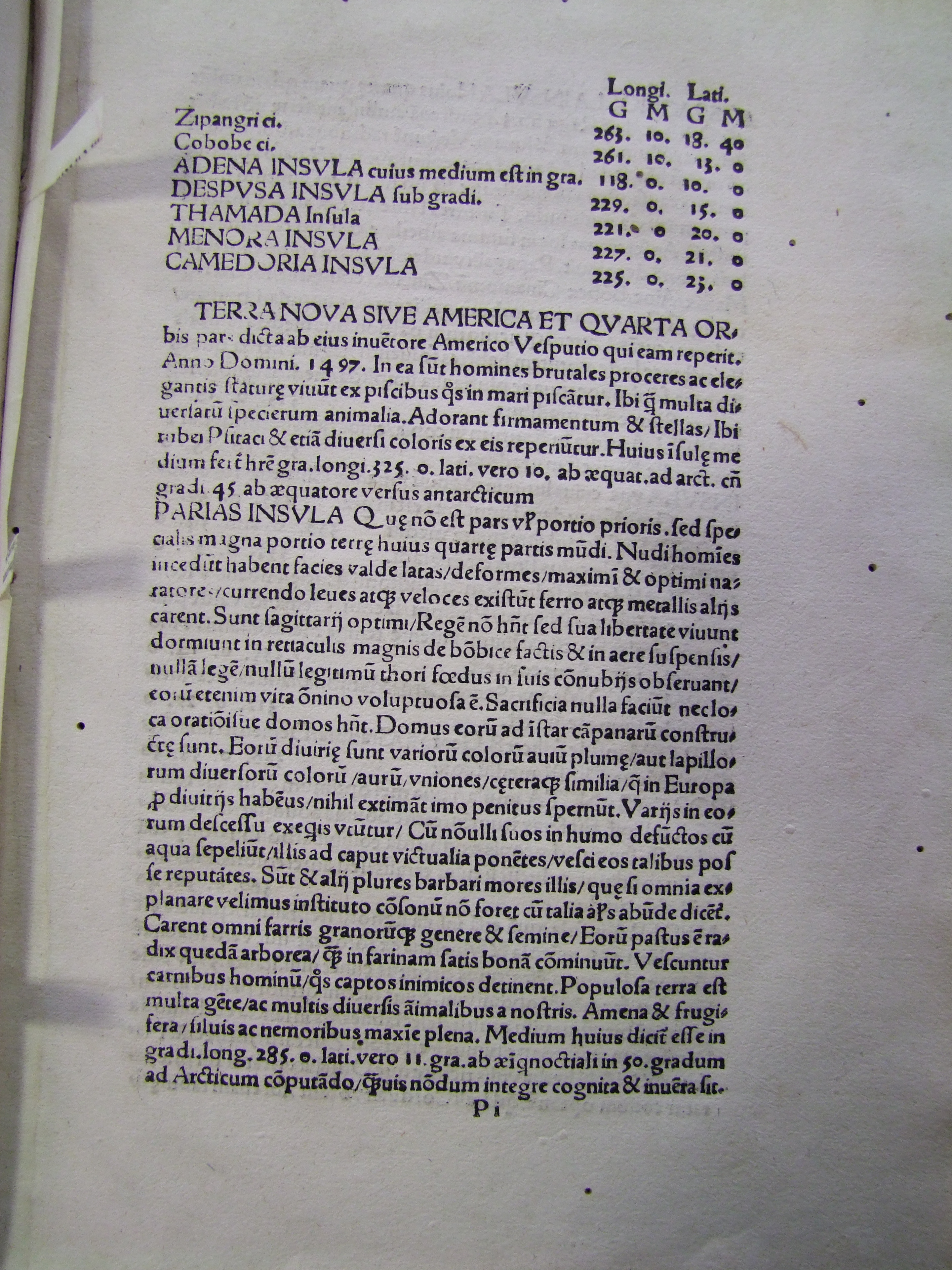
Seite aus Jakob Stoppels Geographielexikon, 1519

Über Kunnes Leben ist relativ wenig überliefert. Sein Geburtsort war Duderstadt bei Göttingen. Seine ersten beruflichen Erfahrungen sammelte er in Trient. Er siedelte sich 1480 mit seiner Buchdruckerei in Memmingen, vermutlich in der Ulmer Straße beim Notzentor, an. Damit gilt er als der früheste mittelschwäbische und Allgäuer Drucker. Er stellte selbst die Bleilettern für seine Drucke her. Mit seiner von Hand betriebenen Druckerpresse fertigte er mehrere Drucke und Bücher. So publizierte er zum Beispiel auch für das Alltagsleben wichtige Schriften, wie 1494 Instuktion und Ordnung wider die Pestilenz. Aber auch sein wohl berühmtestes Werk, das 1519 gedruckte Repertorium in formam alphabeticam (Geografielexikon) von Jacob Stoppel, in dem das erste Mal das Wort America als Bezeichnung für den neuen Kontinent in einem Buch erwähnt wurde, gehört zu seinen Drucken. Zeitlebens hatte er aber auch mit den Risiken eines Druckers zu kämpfen. So musste er 1509 sogar eine Presse samt Lettern an die Benediktinerabtei Ottobeuren veräußern, wodurch diese in der Lage war, eine eigene Druckerei zu eröffnen. Manche seiner Drucke enthalten auch Holzschnitte, darunter das 1486 geschaffene erste Renaissanceholzschnittwerk in Deutschland und zugleich das erste in einem Buch gedruckte Autorenporträt. Ab 1520 verlor sich die Spur des 85-jährigen Druckers. Wo er gestorben ist, ist nicht überliefert. Es kann jedoch vermutet werden, dass er in Memmingen, seinem Wirkungsort, starb.